# Hôtel Savoy (Le Caire)
Pour les articles homonymes, voir Savoy.
L’hôtel Savoy (« Savoy Hotel ») est un ancien hôtel situé dans le Centre-ville du Caire, en Égypte, en activité de 1898 à 1914. Considéré comme le plus aristocratique de la ville, il a notamment accueillis de nombreuses personnalités couronnées au cours de sa brève existence.

## Histoire

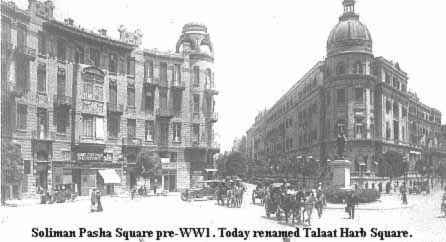
La Place Soliman Pacha (aujourd'hui Talaat Harb)

Dans les années 1890, le Chypriote grec George Nungovich rachète un palais vétuste, rue Soliman Pacha, appartenant au prince Djemil Toussoun, et fait construit le Savoy à la place. Possédant déjà deux hôtels de luxe (l'Hôtel d'Angleterre et le Grand Continental), le Savoy était situé au cœur du quartier Ismaïlia, le nouveau quartier construit par Ismaïl Pacha destiné à la classe aisée égyptienne et la population européenne.
L'hôtel ouvre ses portes le 28 novembre 1898. Moins côté que le Shepheard, il compte malgré tout plusieurs clients prestigieux comme Winston Churchill, Sir Benjamin Baker et Sir John Aird, Cecil Rhodes, le Lord Kitchener, Rama V de Siam. Albert Ier de Belgique, Eugénie de Montijo, George de Galles et son épouse Mary de Teck.
Dès le début de la Première Guerre mondiale, en octobre 1914, les hôtels de luxe sont réquisitionnés par l'armée britannique. Le Caire est alors le quartier général des forces armées britanniques au Moyen-Orient, notamment au moment de la Première offensive de Suez. Thomas Edward Lawrence y est installé et y travaille en décembre 1914, en tant qu'agent de liaison.

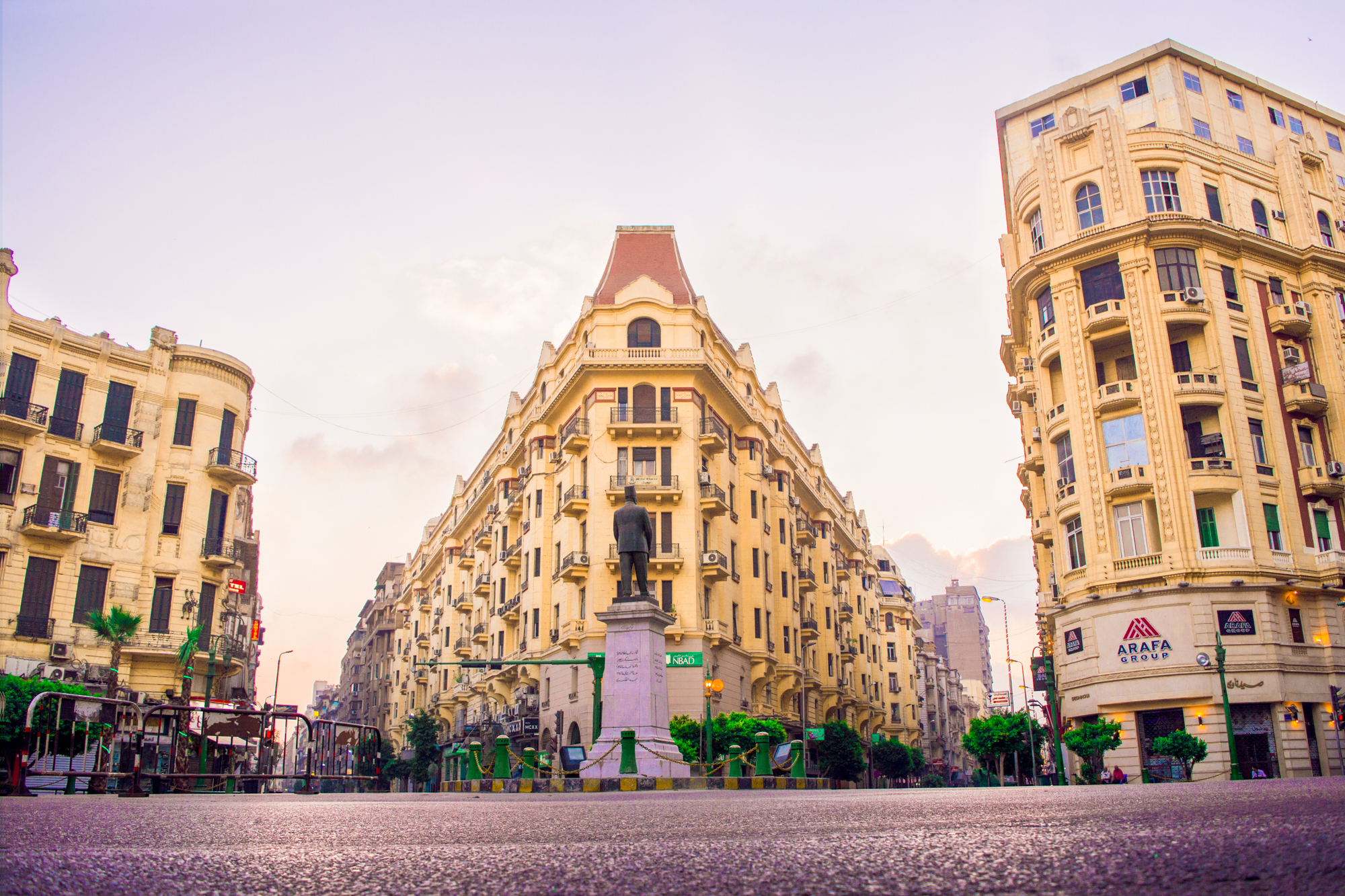
Le Baehler Buildings, construit à la place du Savoy

À la fin de la guerre, le gouvernement britannique conserve l'hôtel qui devient une adresse commerciale pour les entreprises britanniques. En 1924, il a été vendu à Charles Baehler, principal actionnaire d'Egyptian Hotels Ltd, qui démolit le bâtiment. Il le remplace par un grand complexe commercial et d'appartements qui se dresse encore aujourd'hui sur la place Talaat Harb.